# 金属氢

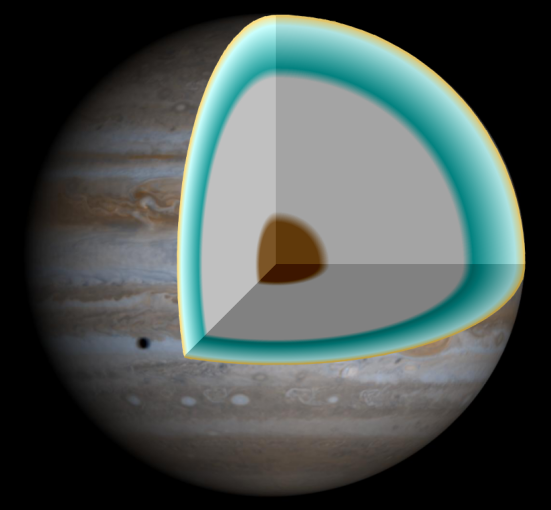
像木星、土星這一類的氣態巨行星，其內部可能含有大量的金屬氫(灰色部分)及金屬氦

金属氢是一种氢元素的简并态物质，双原子分子H
2的同素异形体。当氢气被充分压缩，经过相变后便会产生金属氢，此形态的氢表现出金属的特性。此形态是由1935年以理论预测出。
固態金属氢是由原子核（即质子）组成的晶体结构，其原子间隔小于玻尔半径，与电子波长长度相当（参见德布罗意波长）。电子脱离了分子轨道，表现为一般金属中的自由电子。而在‘液态’金屬氢中，质子没有晶格次序，质子和电子组成液态的系统。

## 理论预测

### 金属化的所需的壓力
虽然氢元素位于元素周期表鹼金属列头，但氢气在常态下并不是碱金属。在1935年，物理学家尤金·維格納和希拉德·亨廷頓预测，在250,000个大气压（约25GPa）下，氢原子核會失去对电子的束缚能力，呈现出金属性质。此后的实验表明，对压力的最初假設不足。理论計算表明使氫氧金属化需要更高的壓力，但是仍然是可通过实验可得到的。
爱丁堡大学极限和科学中心 教授Malcolm McMahon 指出，他们正在研究产生5,000,000大气压的技术（大于地球中心的壓力），希望能产生金属氢。

### 液态金属氢
质子质量是4He的四分之一。在常壓下，由于高零点能，质子在绝对零点附近也呈现液态。同样的，质子在密集的状态下，零点能也很高，在高压缩状态下，有序能会降低。压缩氢的最高熔点目前还处于争论之中。

### 超导性
尼尔·阿什克罗夫特提出，金属氢在常温下（290K）也可能是超导体。此温度远高于任何已知材料。

## 实验进展
世界各国正通过多种途径来产生超高压制取金属氢。比较成熟的有两种方法，一种叫动态压缩法，即是从强磁场中采用快速冲击压缩，获取高压来制取金属氢。另一种叫静态压缩法，即产生100～200万大气压的静态高压，压缩液氢来制造金属氢。
2011年，科學家在2,600,000-3,000,000大氣壓（260-300 GPa）下觀測到液態金屬氫和金屬氘。2012年，其他研究人員質疑該成果是否屬實。
2015年，科學家宣稱使用Z脈衝功率設施製造出金屬氘。

### 靜态压缩
2017年，時隸屬美国哈佛大学研究者蘭加·迪亞斯（Ranga Dias）宣稱利用鑽石高壓砧法將以3250萬公斤的力施加於6.5平方公分的氫樣本上可以令气体型态的氢在充分压缩后，转变成为金属氢。然而，此事在學界引發不小爭議，許多同行指出他們無法重複迪亞斯的實驗，並對相關結果表示質疑。蘭加·迪亞斯本人也於2024年末因涉嫌學術不端而離開學術界。

### 动态压缩
1996年3月，劳伦斯利福摩尔国家实验室的科学家报道他们无意中得到了可辨别的金属氢，其温度是1000K和压力超过1,000,000大气压（大于100GPa）。

## 太空中的金属氢
金属氢被认为会存在于一些气态巨行星的内部，如木星、土星以及一些新发现的太阳系外行星等。但是，由于气态巨行星内部实际温度要高于以前的理论预测，因此金属氢可能比预计的更多和更靠近行星表面。

## 应用

### 室溫超導體
有理论称亚稳态金属氢（简称MSMH）在压力释放之后，可能不会立即恢复成普通氢气。部分科學家預測，亚稳态金属氢在290K可能也是超導體，遠高於已知的超導體材料。

### 原子能
惯性约束聚变中涉及使用激光束轰击氢同位素。对极限条件下氢气的性质的了解能帮助增加效率。

### 能源
有可能产生大量的金属氢的实际用途。有理论称亚稳态金属氢（简称MSMH）在压力释放之后，可能不会立即恢复成普通氢气。
MSMH是个有效而且干净的能源，最终产物只有水。MSMH燃烧时，会比普通氢气更剧烈，将会释放九倍于普通氢，五倍于目前航天飞机燃料（液态H2/O2）的效果。但是，勞倫斯利福摩爾的实验过于简单，还不能确定亚稳态的金属氢是否存在。